# Waldemar Meissner
Waldemar Meissner (německy: Meißner) (1852–1928) byl německý inženýr ze Charlottenburgu, který v roce 1913 nalezl Wieferichovo prvočíslo 1093. Jde o otce Walthera Meissnera, který se proslavil svým přínosem v teorii supravodivosti. Bližší údaje o Waldemaru Meissnerovi chybí. (Existují ale jisté pochybnosti, zda poměrně průlomový článek z teorie čísel skutečně napsal tehdy 61letý inženýr Waldemar Meissner nebo nějaký jeho jmenovec.)